# Serie 441 de Renfe
La serie 441 de Renfe era un conjunto de nueve unidades de automotores eléctricos (motor-remolque con cabina) de Renfe (España) recepcionada entre 1977 y 1979 y destinada a cercanías de Bilbao. Fabricadas por CAF y Westinghouse Española, disponían de alimentación de 1500 V en corriente continua y cuatro motores alimentados por pantógrafos.
Los últimos servicios de Renfe Cercanías de Bilbao que dejaron de utilizar en 1991, por el cambio de la tensión (convertido de 1,5kV al 3kV) y la sustitución de los nuevos automotores de serie 446 de Renfe que son más eficientes hasta la actualidad.
Ninguna unidad fue preservada.